# История почты и почтовых марок Триполитании
История почты и почтовых марок Триполитании, ныне являющейся составной частью Ливии, условно подразделяется на периоды: нахождения в составе Османской империи (до 1912), пребывания в составе итальянской колонии Ливии (1912—1943), британской оккупации (1943—1951), нахождения в составе независимого государства Ливии (с 1951).

## История
Триполитания — исторический регион западной Ливии с центром в прибрежном городе Триполи. Входившая в состав Османской империи, Триполитания была захвачена Италией в 1911 году в ходе Итало-турецкой войны. После окончании войны Италия официально предоставила ей автономию, но постепенно оккупировала этот регион. Вначале управлявшаяся как часть единой колонии, Триполитания была отдельной колонией с 26 июня 1927 года по 1934 год, когда была объединена в составе колонии «Ливия». Во время Второй мировой войны Ливия была оккупирована войсками союзников и до 1947 года Триполитания (а также Киренаика) оставались в управлении Великобритании. В том же году Италия официально отказалась от претензий на эту территорию.
Все почтовые марки колониальной Триполитании печатались в итальянской государственной типографии.

## Надпечатки
Первыми почтовыми марками Триполитании стали итальянские марки выпуска «Пропаганда веры» с надпечаткой итал. «TRIPOLITANIA» («Триполитания»), выпущенные в обращение 24 октября 1923 года одновременно с аналогичными марками для Киренаики.

## Регулярные выпуски почтовых марок
Первыми оригинальными почтовыми марками с надписью названия колонии стал почтово-благотворительный выпуск «Колониального института» в 1926 году, за которым последовало несколько серий авиапочтовых марок, в 1931—1933 годах. В октябре 1934 года появился единственный выпуск обычных почтовых марок Триполитании, представлявший собой серию из шести марок (вместе с ещё шестью авиапочтовыми) и посвящённый 2-й Выставке искусства колоний. В 1934 году Триполитания, Киренаика и Феццан были объединены в итальянскую колонию Ливия.
Надписи на выпускавшихся марках на итальянском языке: «Poste Italiane» («Итальянская почта»), «Tripolitania» («Триполитания»), «R. posta coloniali» («Королевская колониальная почта»), «Posta aerea» («Авиапочта»), и на арабском языке.
Действительно прошедшие почту почтовые марки Триполитании (нередки поддельные гашения) ценятся примерно вдвое выше негашеных марок.

## Почтовые марки Великобритании
Почтовые марки Великобритании с надпечаткой «M. E. F.» (сокращённо от англ. Middle East Forces — Ближневосточные сухопутные войска) были в почтовом обращении в 1943—1948 годах после захвата этой территории британскими войсками во время Второй мировой войны. С 1 июля 1948 года использовались почтовые марки с надпечаткой текста «B. M. A. TRIPOLITANIA» («Британская военная администрация — Триполитания»). С 6 февраля 1950 года по декабрь 1951 года на марках была надпечатка «B.A. TRIPOLITANIA» («Британская администрация — Триполитания»).

## Королевство Ливия
24 декабря 1951 года Киренаика, Триполитания и Феццан объединились в Королевство Ливия под властью Мухаммеда Идриса аль-Махди ас-Сенуси. После объединения страны в почтовом обращении стали употребляться почтовые марки Ливии.